# Али, Мансур
Мухаммад Мансур Али (бенг. মুহাম্মদ মনসুর আলী; 16 января 1919, дер. Курихара, округ Сираджгандж, Бенгальское президентство, Британская Индия  — 3 ноября 1975, Дакка, Бангладеш) —  политический и государственный деятель Пакистана и Бангладеш, премьер-министр Бангладеш (1975). Соратник Муджибура Рахмана.

## Биография
Окончил колледж Исламия в Калькутте, затем стал магистром экономики в Алигархском мусульманском университете. В этот период стал активным членом Мусульманской лиги, которая выступала за создание отдельного мусульманского государства Пакистан. Являлся вице-президентом Мусульманской лиги Пабны (1946—1950). После образования Пакистана в 1947 году служил в армии этой страны, имел звание капитана, с тех пор он стал известен как «капитан Мансур».
В 1951 году устроился на работу в районный суд Пабна и присоединился к политической партии Авами Лиг и вскоре возглавил ее отделение в Пабне. В следующем году был арестован за участие в акциях протеста против ущемления бенгальского языка.
В 1954 году был избран членом Провинциальной Ассамблеи Восточного Пакистана. Затем он был министром продовольствия и сельского хозяйства, торговли и промышленности в коалиционном кабинете. В 1958 году после государственного переворота во главе с Айюб Ханом его вновь арестовали в соответствии с «Законом об общественной безопасности» и продержали под стражей до 1959 года.
Был одним из активистов «Движения шести пунктов», которое требовало существенной региональной автономии и выступавшего против военного режима Пакистана, за это был арестован военными. Находясь в подполье, сыграл важную роль в организации освободительной войны. В «правительстве в изгнании» был назначен министром финансов. После обретения независимости Бангладеш назначался на должности министра связи, а затем министра внутренних дел. В 1973 году он был избран членом Национальной Ассамблеи от Авами Лиг. Активно содействовал президенту Муджибуру Рахману в установлении однопартийной системы правления во главе с БАКСАЛ (Bangladesh Krishak Sramik Awami League) и был избран её генеральным секретарём.
После убийства Рахмана 15 августа 1975 года Мансур Али, Таджуддин Ахмед и ещё два других национальных лидера отказались присоединиться к восставшим, за что были арестованы 23 августа 1975 года. Они были брошены в Центральную тюрьму Дакки, где они были жестоко убиты 3 ноября 1975 года.